# Бриџвју (Илиноис)
Бриџвју (енгл. Bridgeview) град је у америчкој савезној држави Илиноис.

## Демографија
По попису из 2010. године број становника је 16.446, што је 1.111 (7,2%) становника више него 2000. године.
| Група             | 2000.          | 2010.          |
| Белци             | 12.589 (82,1%) | 12.574 (76,5%) |
| Афроамериканци    | 126 (0,8%)     | 481 (2,9%)     |
| Азијати           | 341 (2,2%)     | 503 (3,1%)     |
| Хиспаноамериканци | 1.445 (9,4%)   | 2.578 (15,7%)  |
| Укупно            | 15.335         | 16.446         |